# Silberbecher von Grünau
Beim Silberbecher von Grünau handelt es sich um einen Skyphos aus Silber bzw. Gold, der 1990 während der Ausgrabungen in der römischen Villa von Grünau (Gemeinde Groß Sankt Florian, Bezirk Deutschlandsberg) entdeckt wurde. Er ist einer der wertvollsten römerzeitlichen Funde aus dem Bereich des heutigen Österreich und befindet sich heute im Archäologiemuseum im Universalmuseum Joanneum in Graz, eine Kopie ist im Feuerwehrmuseum in Groß Sankt Florian ausgestellt.

## Zur Auffindung
Zwischen 1988 und 2008 fanden Ausgrabungen im Bereich einer römischen villa rustica im Ortsteil Grünau statt, die zur Freilegung eines großen Hauptgebäudes und zweier Nebengebäude führten. Daneben wurden auch zwei Hügelgräbergruppen freigelegt. Die Grabungen wurden durch das Institut für Archäologie der Universität Graz (Grabungsleitung: Erwin Pochmarski) sowie die Abteilung Archäologie und Münzkabinett des Universalmuseum Joanneum (Grabungsleitung: Barbara Porod) durchgeführt.
Der Silberbecher wurde 1990 im Bereich des Peristylhofs des Hauptgebäudes entdeckt. Er war bei seiner Auffindung in den Außen- und Innenbecher, die beiden Henkel und die Standfläche aufgetrennt. Bei der anschließenden Restaurierung (Kunsthistorisches Museum Wien) konnte er aber ohne Probleme zusammengesetzt werden.

## Beschreibung

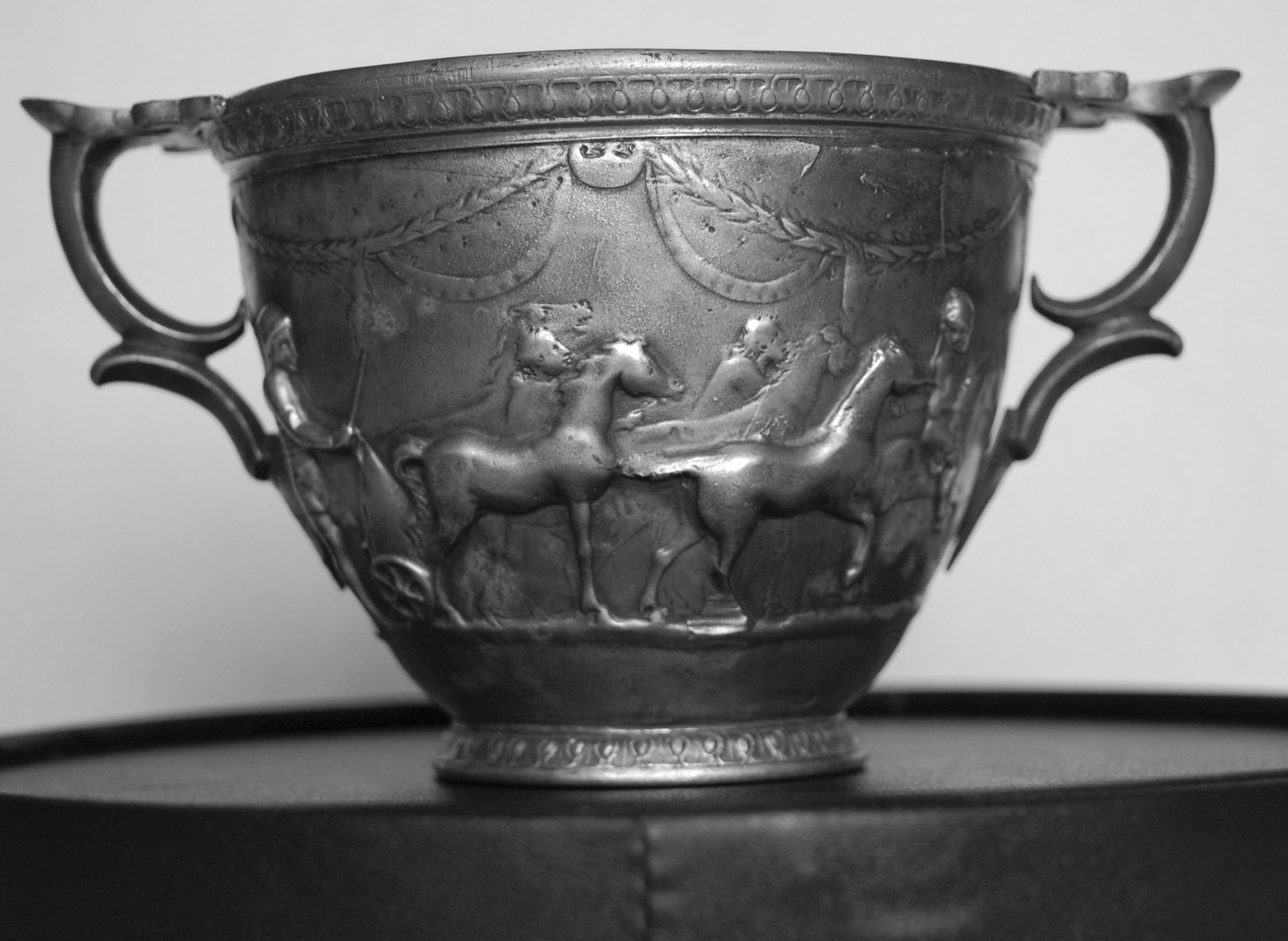
Silberbecher von Grünau, Seite A

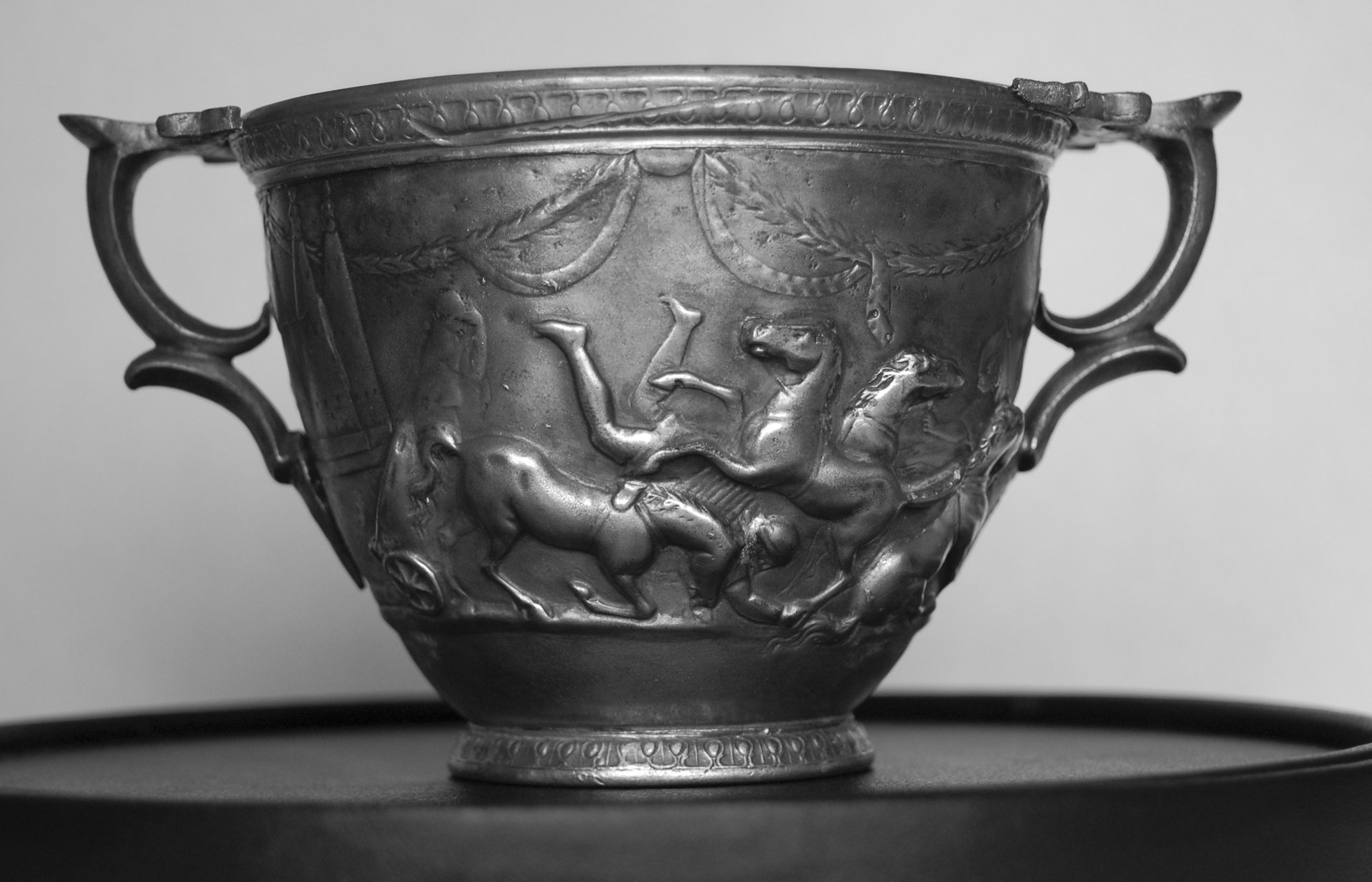
Silberbecher von Grünau, Seite B

Seine Maße betragen: Höhe 7,5 cm (Mitte der Seite B) bzw. 7,65 cm (Mitte der Seite A); Durchmesser oben inkl. Henkeln 13,7 cm, außen ohne Henkeln 9,6 cm, unten außen 4,9 cm. Er wiegt 412 Gramm.
Er besteht aus Silber, der Innenbecher aus Gold, am oberen Becherrand sind weitere Vergoldungen angebracht.
- Der Gefäßmantel, der reliefverziert ist, ist weitgehend unbeschädigt. Auf den durch die Henkel getrennten Seiten A und B ist je eine Szene aus dem römischen Circus abgebildet, gerahmt werden die Darstellungen durch Girlanden.
- Auf Seite A, der Vorderseite des Bechers, ist ein Viergespann auf dem Weg in die Startboxen wiedergegeben. Der Wagenlenker besteigt gerade den Wagen, die Pferde werden von zwei zu Fuß gehenden Gehilfen und einem vorausgaloppiereden Reiter begleitet.
- Auf Seite B, der Rückseite des Bechers, ist der Sturz eines Wagenlenkers in der Kurve des Circus zu sehen. Er stürzt über den Hals des ersten Pferdes kopfüber zu Boden, alle vier Pferde des Gespannes sind aus ihrer Position vor dem Wagen geraten. Ein Gehilfe hält vorne eines der Pferde am Zügel, von hinten eilt eine Figur heran, die in einer Geste der Bestürzung die rechte Hand zum Kopf erhoben hat.

## Datierung
Der Ausgräber Erwin Pochmarski datiert den Silberbecher aufgrund der Gefäßform, der Herstellungstechnik, der Raumauffassung und der Bildkomposition in die Mitte des 1. Jhs. n. Chr.